# Onthophagus sutleinensis
Onthophagus sutleinensis é uma espécie de inseto do género Onthophagus, família Scarabaeidae, ordem Coleoptera.
Foi descrita cientificamente por Splichal em 1910.